# Giorgio Colombo
Giorgio Colombo (Rho, 27 maggio 1949) è un giocatore di biliardo italiano.
Ha conseguito sei titoli italiani, di cui tre in coppia.
Nelle massime competizioni si è classificato due volte secondo ai mondiali (1989, 1995), due volte terzo ai mondiali (1979, 1990) e due volte terzo agli europei (1990, 1992). 
Per quanto riguarda il campionato del mondo nel 1989 ha perso la finale contro Gustavo Torregiani e nel 1995 contro Gustavo Adrian Zito
Nel 1997 ha scritto il libro Il biliardo moderno (Gremese Editore) insieme a Luigi Ceron.
Attualmente gestisce una sala da biliardo a San Rocco al Porto, in provincia di Lodi.

## Palmarès
I principali risultati:
- 1978 Campionato italiano di 1ª categoria 5 birilli a coppie
- 1982 Campionato italiano masters 5 birilli/goriziana a coppie
- 1983 Campionato italiano masters 5 birilli/goriziana a coppie
- 1988 Campionato italiano masters individuale 5 birilli
- 2003 Coppa dei campioni a squadre con Milano
- 2018 Campione italiano Seniores (Saint-Vincent, Italia)